# 281 (số)
281 (hai trăm tám mươi mốt) là một số tự nhiên ngay sau 280 và ngay trước 282.